# Долорес Клейборн
Долорес Клейборн е роман от Стивън Кинг, публикуван през 1993.
Когато се появява на пазара, много фенове са изненадани и/или недоволни, тъй като книгата не оправдава техните очаквания за роман на ужасите. Написан е на разговорен английски език, често дори на диалект, който главната героиня използва, за да разказва историята си. Другото нетипично за романа е пълната липса на глави или други разделители на текста; целият текст е един непрекъснат монолог.
 Внимание:  Текстът по-долу разкрива сюжета на произведението (или части от него)!
В началото на историята, Долорес Клейборн е в полицейския участък, за да разясни на полицията, че не е убила болната си работодателка, възрастна жена на име Вера Донован, за която се е грижила в продължение на много години. Тя обаче споменава, че преди 30 години е убила съпруга си, Джо. Романът се развива като разказ на нейния живот, проблемния ѝ брак и връзката ѝ с работодателката.
За разлика от повечето книги на Стивън Кинг, този роман съдържа много малко свръхестествени елементи, а малкото, които съществуват, създават връзка с предишния роман на автора — Играта на Джералд. Много читатели са на мнение, че книгата би била по-добра без тази връзка, защото връзката е маловажна и непознаването на другия роман не пречи на усещането. По-късните издания на романа имат предисловие което обяснява връзката.
По романа има адаптиран сценарий за филм със същото име, излязъл през 1995, с участието на Кати Бейтс в главната роля. Филмът се различава от романа в двата основни аспекта. Първо, събитията, които водят до убийството на Джо отнемат няколко месеца. (Убийството е през 1975). В романа, обаче, Долорес се противопоставя на Джо през 1961, но го убива едва през 1963 г.
Вторият и по-важен аспект – филмът се занимава повече с разследването на смъртта на Вера Донован и връзката на Долорес с дъщеря ѝ, Селена. Връзката майка – дъщеря във филма е доста слаба и подложена на изпитание. Селена подозира майка си в убийството на баща ѝ и желае да научи истината. Долорес, от своя страна, се опитва да убеди Селена, че е нямала избор и че двете с нея са жертва на лошото поведение и жестокостта на Джо.

## Външни препртаки
- „Долорес Клейборн“ в  Internet Movie Database
- Дейвид Стратархеин Онлайн: Долорес Клейборн – Информация за филма
- Ревюто на Стивън Кинг за книгата Долорес Клейборн